# انتخابات الرئاسة الأمريكية 1852
الانتخابات الرئاسية الأمريكية 1852 هي الانتخابات الرئاسية الأمريكية التي جرت في 2 نوفمبر 1852، لانتخاب رئيس الولايات المتحدة، فاز بالانتخابات فرانكلين بيرس.

## معرض صور

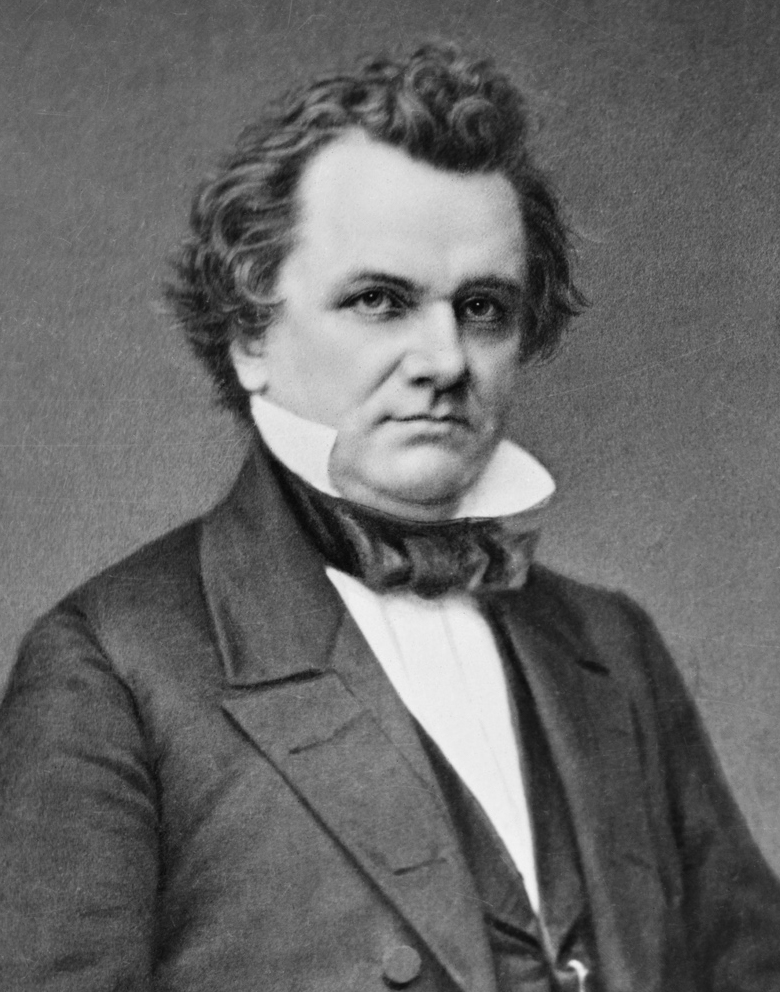
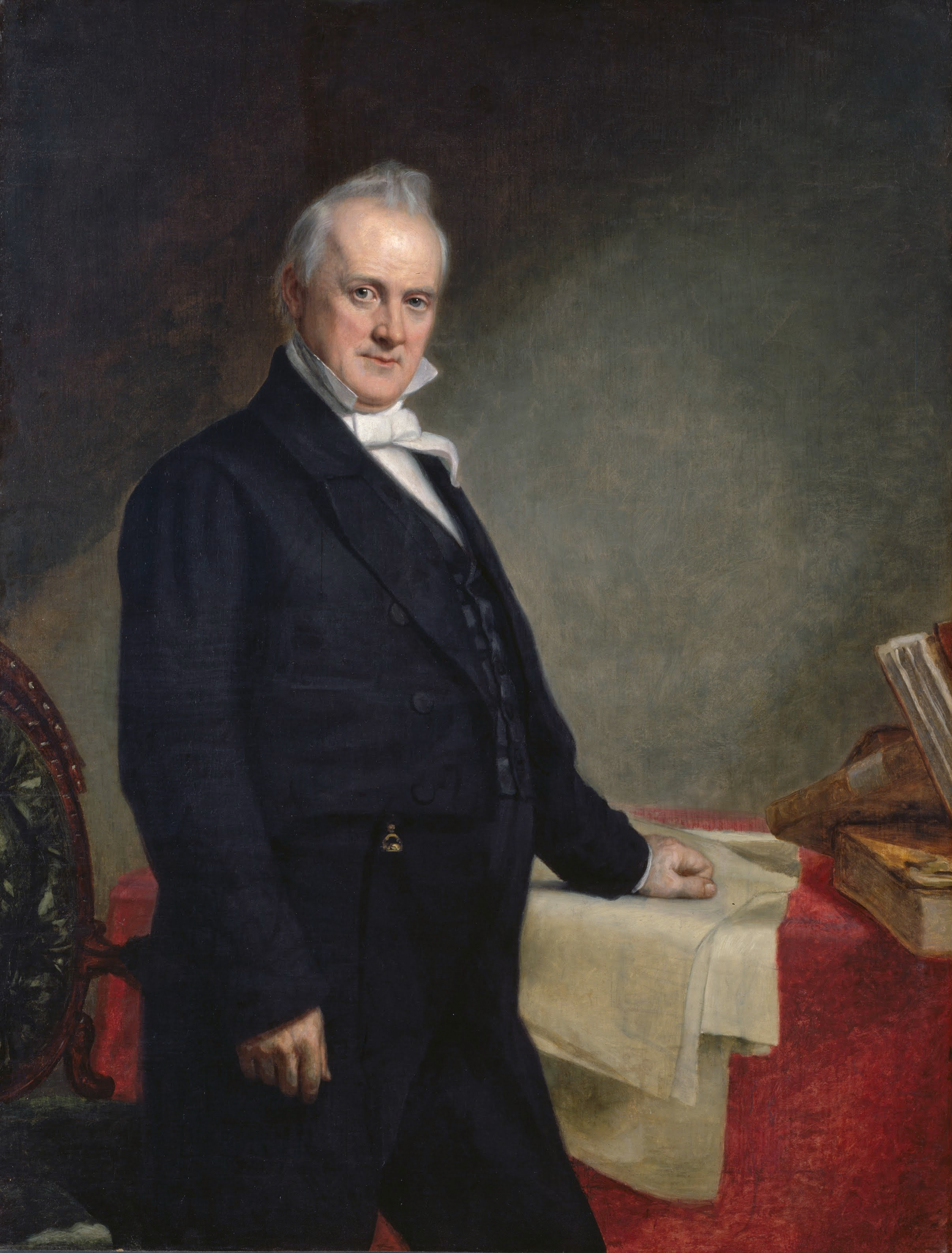
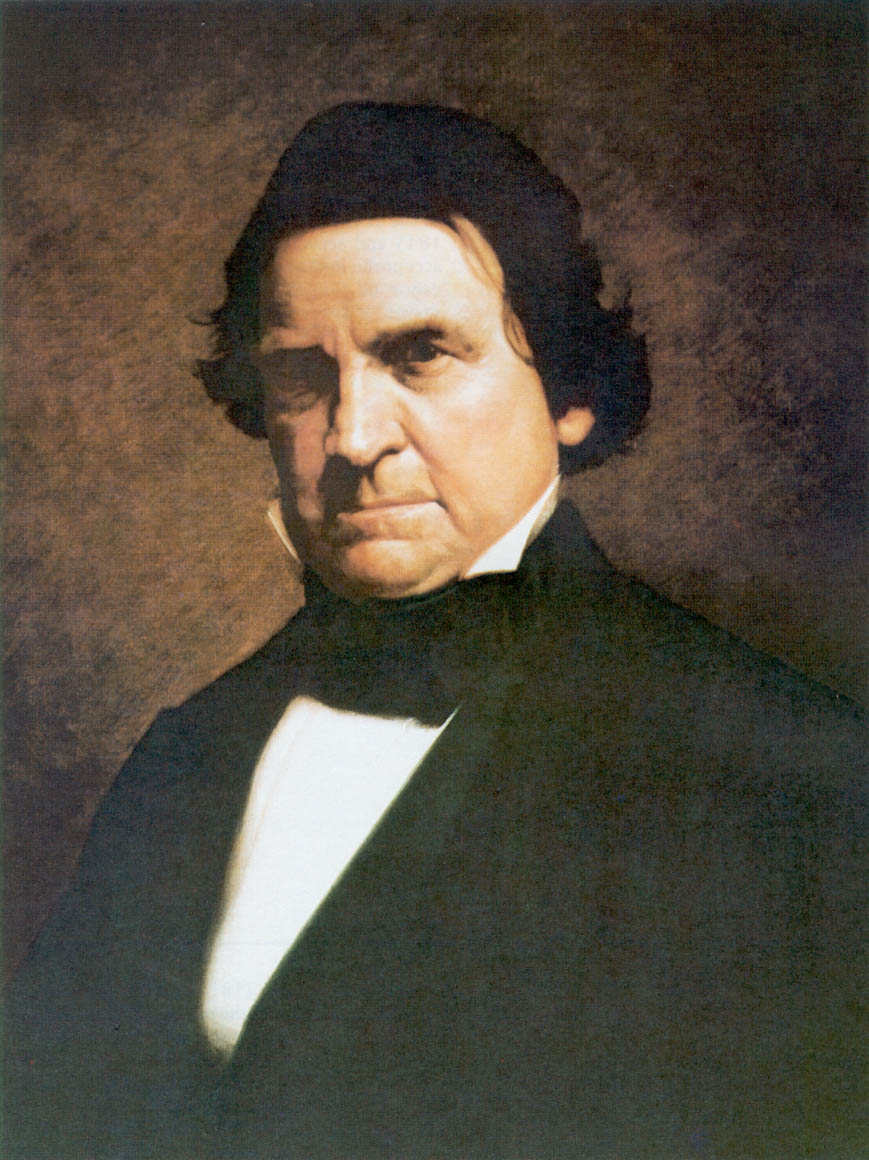
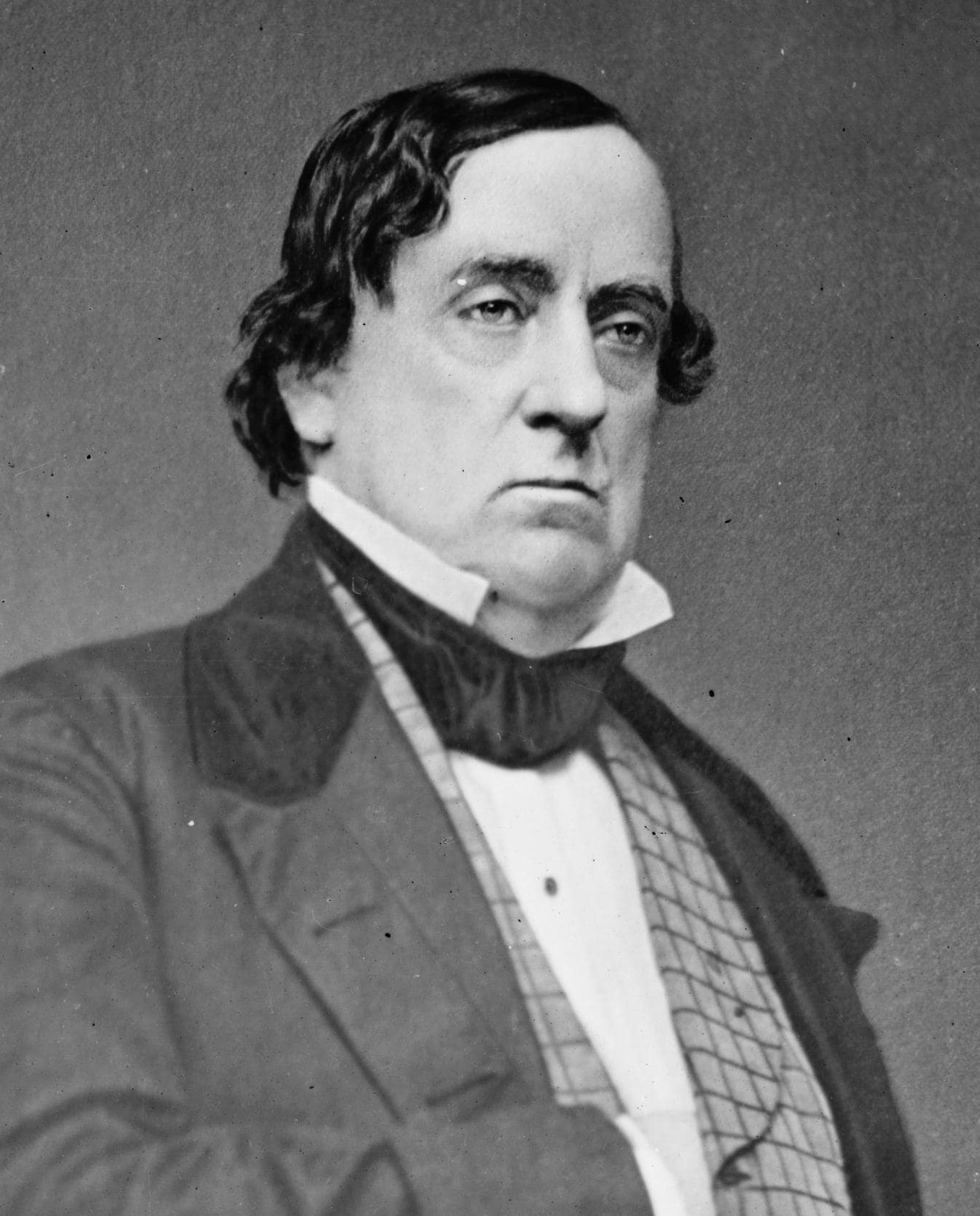
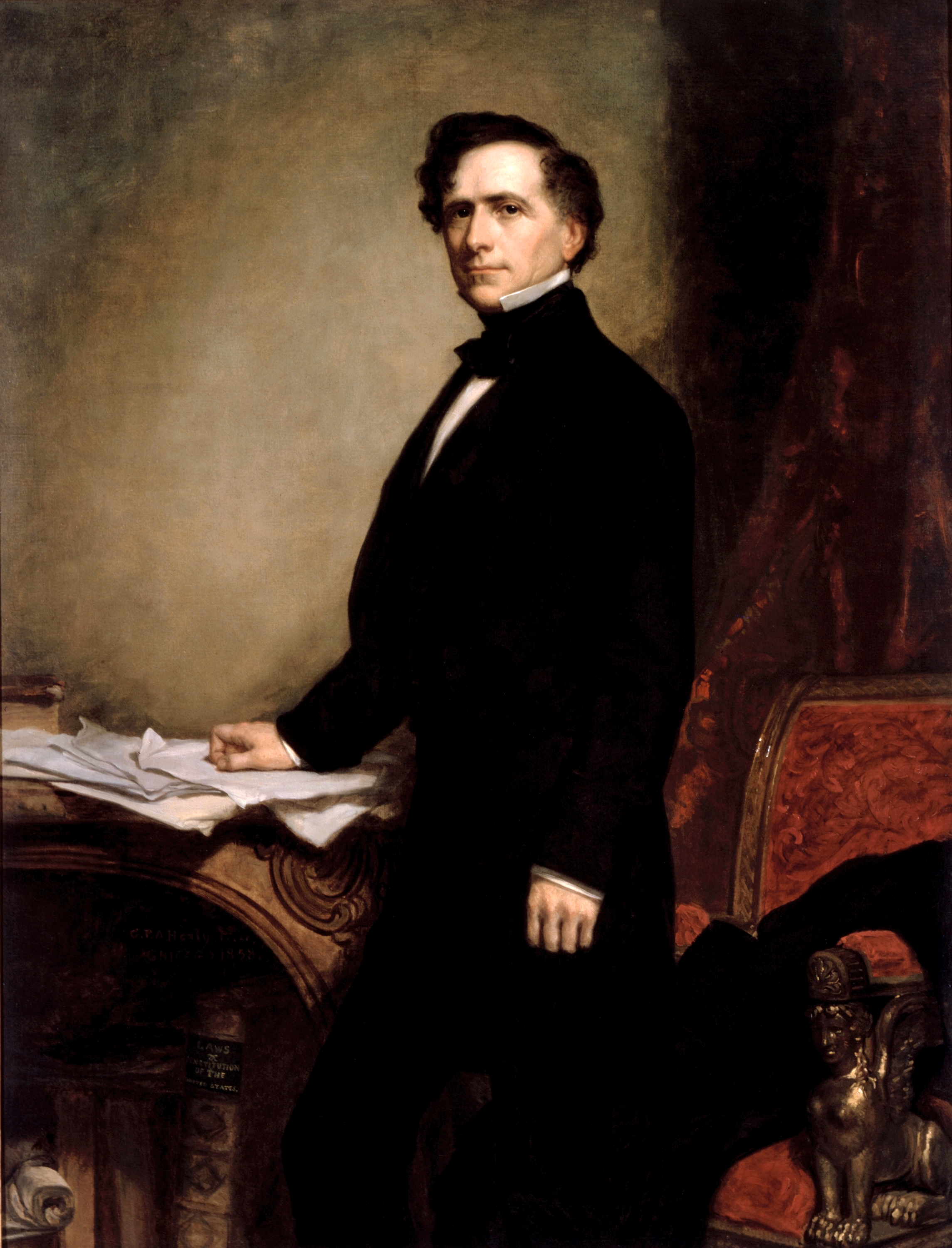

## المرشحين
| المرشح        | الحزب | عدد الأصوات |
| ------------- | ----- | ----------- |
| فرانكلين بيرس |       |             |